# Blood Ties
Blood Ties es una series de televisión canadiense basada en los libros de Tanya Huff; el show fue creado por Peter Mohan. Empezó en los Estados Unidos el 11 de marzo de 2007, en Lifetime, y duró hasta otoño del 2007 en Citytv y Space en Canadá. Fue comprado por el canal del Reino Unido, Sky Living, y empezó el 16 de agosto de 2007. En el 2008 la serie empezó a emitirse en Australia en el canal FOX8. En España en el canal Calle 13 empezó a emitirse el 22 de noviembre de 2007. El show puede verse gratis en la website de Lifetime. En mayo del 2008, Lifetime rechazó renovar la serie.
Aún en noviembre de 2008, la compañía canadiense, Kaleidoscope Entertainment Inc., estaba aún buscando compañeros de producción para hacer regresar el show; pero es casi improbable que la serie regrese al aire por la cantidad de tiempo desde que fue originalmente filmada. Actualmente sigue al aire en muchos países. Desde entonces se ha lanzado la segunda temporada. En Hispanoamérica, la serie empezó en AXN, pero después también en Animax, parte de Sony Entertainment (como AXN) y Syfy.

## Argumento
Blood Ties: Hijos de la Noche, ubicado en Toronto, Ontario, se centra alrededor de la vida de Christina Cox como Vicki Nelson, una expolicía de Toronto, que dejó su lugar para convertirse en una investigadora privada después de empezar a perder la vista. A través de su trabajo, ella se une con el vampiro de 480 años de edad Henry Fitzroy, que resulta ser el hijo ilegítimo de Enrique VIII. La atracción mutua entre ellos se complica por la relación de Vicki con su expareja y amante, Mike Celluci. Al principio, él no cree en lo sobrenatural y cree que Vicki está perdiendo la cabeza junto con su vista. También en el cuadro está Coreen ayudante de Vicki, que fue contratada por su conocimiento de lo oculto y para mantener su silencio sobre Henry. Coreen está completamente enamorada tanto de lo oculto como de Henry, que la puede meter en problemas.

## Casting

### Casting Principal
- Victoria "Vicki" Nelson (Christina Cox)

Victoria “Vicki” Nelson, una antigua policía que al comienzo de la serie ha dejado el cuerpo policial, a pesar de las fuertes protestas de su expareja y amante, el detective Mike Celluci, debido a una enfermedad degenerativa de sus ojos que la está dejando progresivamente ciega. Decidida a no renunciar, ahora trabaja como investigadora privada, en compañía del vampiro Henry Fitzroy y el departamento de policía.
Aunque su visión no llegar a ser un problema a veces, Vicki se niega a permitir que nadie la trate como si estuviera incapacitada y sigue tomando riesgos con su vida durante todo el curso de sus investigaciones. Como resultado de dejar la policía, su relación con Celluci se ha convertido inestable. Mientras tanto, su creciente atracción hacia Henry solo trae complicaciones en su vida amorosa, poniéndola en el centro de un triángulo amoroso sobrenatural.
- Mike Celluci (Dylan Neal)

Michael “Mike” Cellucci es un sargento detective de la policía de Toronto, antiguo compañero y amante de Vicki. Él y Vicki comparten muchos rasgos de personalidad, que a menudo da lugar a discusiones entre los dos. Cuando descubre la existencia de Henry Fitzroy inicia una rivalidad con él, considerándolo un competidor debido al afecto que tiene hacía Vicki. Sin embargo, Mike y Henry, han trabajado juntos en algunas ocasiones, especialmente cuando es Vicki la que necesita ayuda.
- Henry Fitzroy (Kyle Schmid)

(n. 15 de junio de 1519 m. 18 de junio de 1536 revive 19 de junio de 1536)
Basado en el personaje histórico Henry Fitzroy, primer duque de Richmond y Somerset (el hijo bastardo de Henry VIII de Inglaterra), Henry Fitzroy eligió el amor sobre el deber familiar y sacrificó su vida mortal para permanecer para siempre con su amada, Christina. Sin embargo por circunstancias vampíricas, se le impidió permanecer con ella y ahora, después de 450 años de existencia, vive en Toronto como un novelista gráfico. Su vida tranquila y escondida toma un nuevo giro cuando se cruza con Vicki Nelson, en un intento de detener el regreso al mundo mortal del demonio Astaroth. A medida que ellos trabajan juntos resolviendo más casos sobrenaturales, crece la profunda atracción de Henry hacía la desobediente naturaleza de Vicki, finalmente enamorándose de ella. A pesar de que parece resistirse a sus avances, continúa con ella y sobre todo debido a sus siglos de experiencia y conocimiento de ambas partes de lo sobrenatural, se convierte en socio de Vicki y su guardaespaldas.
- Coreen Fennel (Gina Holden)

Coreen conoce a Vicki, durante su primer caso "inusual", contratándola para encontrar a quien mató a su novio. Una vez que el caso había terminado, ella se las arregló para infiltrarse en la posición de asistente de oficina de Vicki. Coreen parece tener un amplio conocimiento sobre lo oculto, y es ciertamente mucho más curiosa y la aceptación de la misma que cualquiera de los otros personajes. Debido a esto, ella parece haber trabado amistad con el Dr. Sagara, un profesor de las ciencias ocultas conocido por Henry, y los dos de vez en cuando se puede ver trabajando juntos en un caso de Vicki. Coreen a veces puede servir como un emisario entre Vicki y Mike, por lo general tratando de que Vicki hable con él de nuevo. Se mostró en varias ocasiones que ella puede tener un afecto por Henry, lo más prominente cuando se conocen por primera vez. Sin embargo, cuando los dos trabajan juntos, la mirada prolongada de Coreen puede sugerir que ella está enamorada de él o puede ser la naturalidad de Henry para atraer a las mujeres.

### Casting Secundario
- Dr. Rajani Mohadevan (Nimet Kanji)

Ha pasado toda su carrera trabajando para la oficina del forense, la inspección y análisis de los muertos. A pesar de haber visto de todo, la severa e imperturbable Mohadevan tiene que levantar una ceja en el tipo de casos que Vicki Nelson de repente presenta.
- Kate Lam (Françoise Yip)

Asiática y hermosa, ella solo se hizo detective hace seis meses, pero está en camino a una carrera memorable. Y, tanto como ella quiere ser un detective de primer lugar, también le encantaría ser la mujer en la vida de Mike Celluci.
- Dave Graham (Keith Dallas)

Compañero de trabajo de Mike que está divorciándose por cuarta vez. Es torpe y divertido y aunque Celluci finalmente se verá obligado a reconocer la presencia de la amenaza sobrenatural en la cara de Henry y Vicki, Dave no va a reconocer la verdadera naturaleza de lo que está pasando, incluso si están ocurriendo delante de sus narices.
- Allison Crowley (Eileen Pedde)

Crowley es la jefa de Mike Celluci. Ella también tiene un odio sin diluir en Vicki Nelson. Crowley, hambrienta de promoción y no demasiado interesada en el trabajo de campo necesario para obtenerlo honestamente.
- Dr. Betty Sagara (Linda Sorensen)

Una profesora de demonología de la Universidad que conoce a Henry y a Coreen.

### Otros personajes
- Norman Bridewell  (Michael Eklund)
- Greg, el portero (Jody Racicot)
- Astaroth (John Mann)
- Ian Reddick (Juan Riedinger)
- Demon (Mark Oliver)
- Bartender del Goth (Nickolas Baric)
- Salonera (Patricia Isaac)
- Magaera (Monique Ganderton)
- Javier Mendoza (Julian Sands)
- Paul 'Dirty' Deeds (Steve Bacic)
- Chuntao Fang (Kira Clavell)

## Episodios

### Primera temporada
- 01 El precio de la sangre Parte 1 (Blood Price Part 1)
- 02 El precio de la sangre Parte 2 (Blood Price Part 2)
- 03 Mal yuyu (Bad JuJu)
- 04 Superdotados (Gifted)
- 05 Defunción mortal (Deadly Departed)
- 06 El amor duele (Love Hurts)
- 07 Corazón de hielo (Heart of Ice)
- 08 Corazón de fuego (Heart of Fire)
- 09 Fría como una piedra (Stone Cold)
- 10 Necródromo (Necrodrome)
- 11 Postparto (Post Partum)
- 12 Norman (Norman)

### Segunda temporada
- 13 Hallado Muerto (D.O.A.)
- 14 Sangre salvaje (Wild Blood)
- 15 5:55 (5:55)
- 16 Cosas de bichos (Bugged)
- 17 Lo malo conocido  (The Devil You Know)
- 18 Cuadros y lienzos (Drawn And Quartered)
- 19 Envuelto (Wrapped)
- 20 El bueno, el feo y el malo (The Good, The Bad And The Ugly)
- 21 Volveremos a vernos (We´ll Meet Again)
- 22 Oscuridad profunda (Deep Dark)

## Smoke and Mirrors
En abril del 2010, la compañía canadiense Kaleidoscope Entertainment Inc. (la misma que se encargó de Blood Ties), empezó a desarrollar una nueva serie de vampiros llamada Smoke and Mirrors basada en la serie de libros Smoke por la autora de fantasía canadiense Tanya Huff, la misma autora de la Saga de la Sangre, en la que se basó Blood Ties. En la serie de televisión se podrá ver el regreso de Henry Fitzroy, el vampiro de 474 años de edad.
El libro Smoke es una secuela de la Saga de la Sangre, en ella los protagonistas son Tony Foster (personaje del libro reemplazado por Corren en Blood Ties) y Henry Fitzroy, dedicándose a resolver misterios y combatir amenazas sobrenaturales.